# Eristaliomyia brevipennis
Eristaliomyia brevipennis är en tvåvingeart som först beskrevs av Walker 1856.  Eristaliomyia brevipennis ingår i släktet Eristaliomyia och familjen parasitflugor. Inga underarter finns listade i Catalogue of Life.